# Mistrzostwa Europy w Łucznictwie Polowym 2001
14. Mistrzostwa Europy odbyły się w dniach 16–22 lipca 2001 w Železná Ruda w Czechach. Zawodniczki i zawodnicy startowali w konkurencji łuków dowolnych, gołych oraz bloczkowych.

## Medaliści

### Kobiety
| Konkurencja:     | Złoto:                                         | Srebro:          | Brąz:                                                       |
| łuk dowolny      | Hedi Mittermeier                               | Laure Barczynski | Laurence Pecqueux                                           |
| łuk bloczkowy    | Francoise Volle                                | Ulrika Sjöwall   | Monika Blume-Thasler                                        |
| łuk goły         | Patricia Lovell                                | Birgit Senn      | Anita Cleven                                                |
| zawody drużynowe | Włochy · Irene Franchini · ?? · Lorena Moretti | Niemcy ·         | Austria · Petra Friedl · Reingild Linhart · Elisabeth Grube |

### Mężczyźni
| Konkurencja:     | Złoto:                                                        | Srebro:           | Brąz:           |
| łuk dowolny      | Nicolas Gaudron                                               | Fulvio Verdecchia | Gerard Koonings |
| łuk bloczkowy    | Peter Penner                                                  | Andre Grawinkel   | Dejan Sitar     |
| łuk goły         | Mattias Larsson                                               | Žare Krajnc       | Twan Cleven     |
| zawody drużynowe | Szwecja · Björn Andersson · Jonas Andersson · Mattias Larsson | Belgia ·          | Niemcy ·        |

### Juniorki
| Konkurencja:  | Złoto:            | Srebro:        | Brąz:           |
| łuk dowolny   | Elin Kättström    | Malin Lövgren  | Laura Tonelli   |
| łuk bloczkowy | Karin Teghammar   | Caroline Patic | Claudia Benigni |
| łuk goły      | Alessia Marcesini | ??             | ??              |

### Juniorzy
| Konkurencja:  | Złoto:              | Srebro:      | Brąz:       |
| łuk dowolny   | Dave van der Coelen | ??           | Ivan Muznik |
| łuk bloczkowy | Mikael Heijel       | Milan Kiss   | Aleš Rosa   |
| łuk goły      | Lars Hallerfors     | Denis Ceglar | ??          |